# Primal
Primal ist ein 2003 erschienenes Action-Adventure Computerspiel für die Spielkonsole PlayStation 2, das von Sony Computer Entertainment veröffentlicht wurde. Primal erzählt die Geschichte von Jennifer Tate, die, nachdem ihr Freund entführt wurde, zusammen mit einem Gargoyle namens Scree die Ordnung in vier mystischen Reichen der Fantasywelt Oblivion wiederherstellen muss.

## Handlung
Die Handlung beginnt mit Jen, der Protagonistin, und Lewis, ihrem Freund bei einem Konzert, auf dem plötzlich eine Kreatur auftaucht und Lewis entführt. Jen selbst wird bei dem Vorfall verletzt und bewusstlos. Später im Krankenhaus hat sie eine außerkörperliche Erfahrung, und während sie neben ihrem Körper steht, taucht eine kleine lebendige Steinstatue, ein Gargoyle namens Scree, auf und nimmt sie mit in den Nexus, einer Verbindungswelt zwischen den vier Reichen von Oblivion und der Welt der Sterblichen.
Im Nexus angekommen, erfährt Jen, dass sich das Chaos in den vier Reichen ausbreitet und sie zusammen mit Scree wieder die Ordnung herstellen muss.
Solum ist eine kalte Welt, die in ewige Dunkelheit getaucht ist. Der Stil der Welt erinnert an das antike Rom und die Welt wird von den Ferai bewohnt, einer widderartigen Rasse, die stark ist und auf Ehre setzt, aber trotz ihres einschüchternden Auftreten gutmütig ist.
Aquis ist eine Unterwasserwelt, die von den Undine bevölkert wird. Die Undine benötigen ein komplexes Filterungssystem, um das Wasser für sie bewohnbar zu machen, und es ist Jens Aufgabe, selbiges wieder instand zu setzen.
Aetha ist eine verregnete in den Bergen gelegene Welt, die von den Wraith bevölkert wird. Das Volk der Wraith ist in zwei soziale Schichten unterteilt: in die Aristokraten und das Landvolk.
Volca ist eine Welt von Feuer, Stein und Wüste, die von den Djinn bewohnt wird. Die Djinn erinnern an ägyptische Götter.

## Spielprinzip und Technik
Der Spieler kann in Primal sowohl Jen als auch Scree steuern und zu fast jeder Zeit zwischen beiden Charakteren durch Drücken der Select-Taste wechseln. Jen ist in der Lage, gegen Gegner zu kämpfen und sich in Undine-, Wraith-, Ferai- oder Djinngestalt zu verwandeln, während Scree in der Lage ist, Wände hochzuklettern und seinen Geist in Statuen zu transferieren, die er daraufhin kontrollieren kann. Er kann sich außerdem in eine starre Steinstatue verwandeln und ist dadurch unverwundbar. Er ist nicht in der Lage, gegen Gegner zu kämpfen.
Der grundlegende Spielablauf von Primal besteht sowohl aus Kämpfen wie auch aus Rätseln, wie für ein Action-Adventure üblich. Der Schwerpunkt liegt dabei in der Regel aber auf den Rätseln, die oft ein koordiniertes Vorgehen beider Charaktere verlangen, so kann zum Beispiel Scree einen Turm hinaufklettern und dann ein Seil herunterlassen, um Jen den Aufstieg zu ermöglichen.
Die Formen, in die sich Jen verwandeln kann, geben ihr neue Fähigkeiten wie Schwimmen, Zeitmanipulation oder stärkere Angriffe, allerdings verliert jede der Formen, wenn sie von Gegnern getroffen wird, Energie. Sollte diese Energie auf null gehen, verwandelt sich Jen wieder in ihre menschliche Gestalt zurück.
Wenn Jens Lebensenergie aufgebraucht ist, wird ihr Astralkörper wieder in ihren tatsächlichen Körper zurückgeworfen, der immer noch im Krankenhaus liegt. Der Spieler übernimmt dann Scree und muss innerhalb eines Zeitlimits das nächste Rifttor erreichen, um ihren Astralkörper zurückzuholen.

## Produktionsnotizen
Das ein Jahr später erschienene Ghosthunter hat eine komplett eigenständige Story, wurde aber vom selben Team entwickelt und nutzt einen ähnlichen Grafikstil sowie ähnliches Gameplay, es ist sozusagen der spirituelle Nachfolger zu Primal.

## Rezeption
Aus 36 aggregierten Wertungen erzielt Primal auf Metacritic einen Score von 73. Das deutsche Magazin 4Players lobte Story, Spielwelt, Grafik und Sound, kritisierte jedoch das stellenweise gewöhnungsbedürftige und zu einfache Gameplay.